# Port lotniczy North Bay
Port lotniczy North Bay (IATA: YYB, ICAO: CYYB) – port lotniczy położony 7,4 km na północny wschód od centrum Nort Bay, w prowincji Ontario, w Kanadzie.